# Rue Mstislav-Rostropovitch
La rue Mstislav-Rostropovitch se situe dans le 17e arrondissement de Paris, entre la rue Cardinet et le boulevard Berthier. 

## Situation et accès

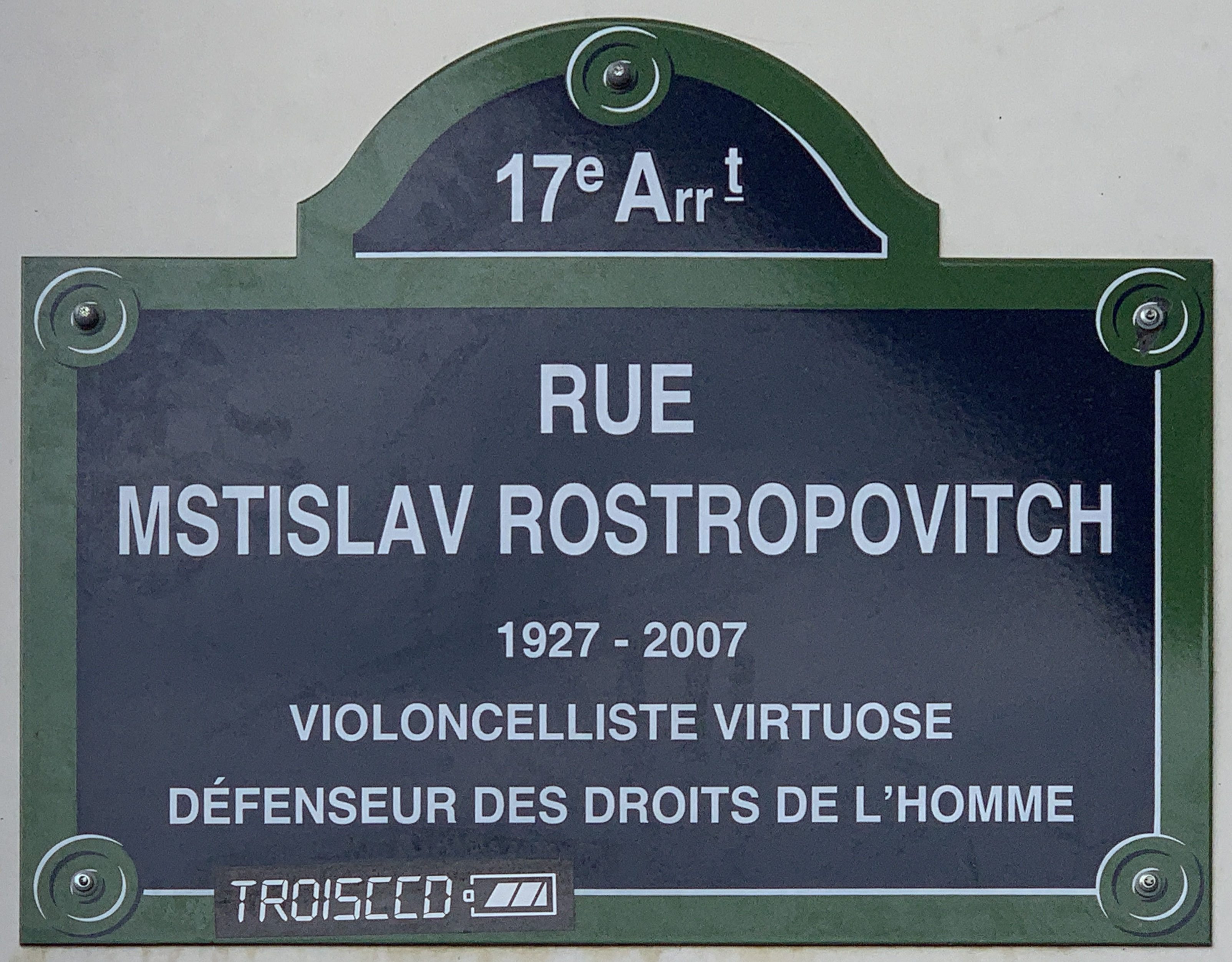
Plaque de la rue.

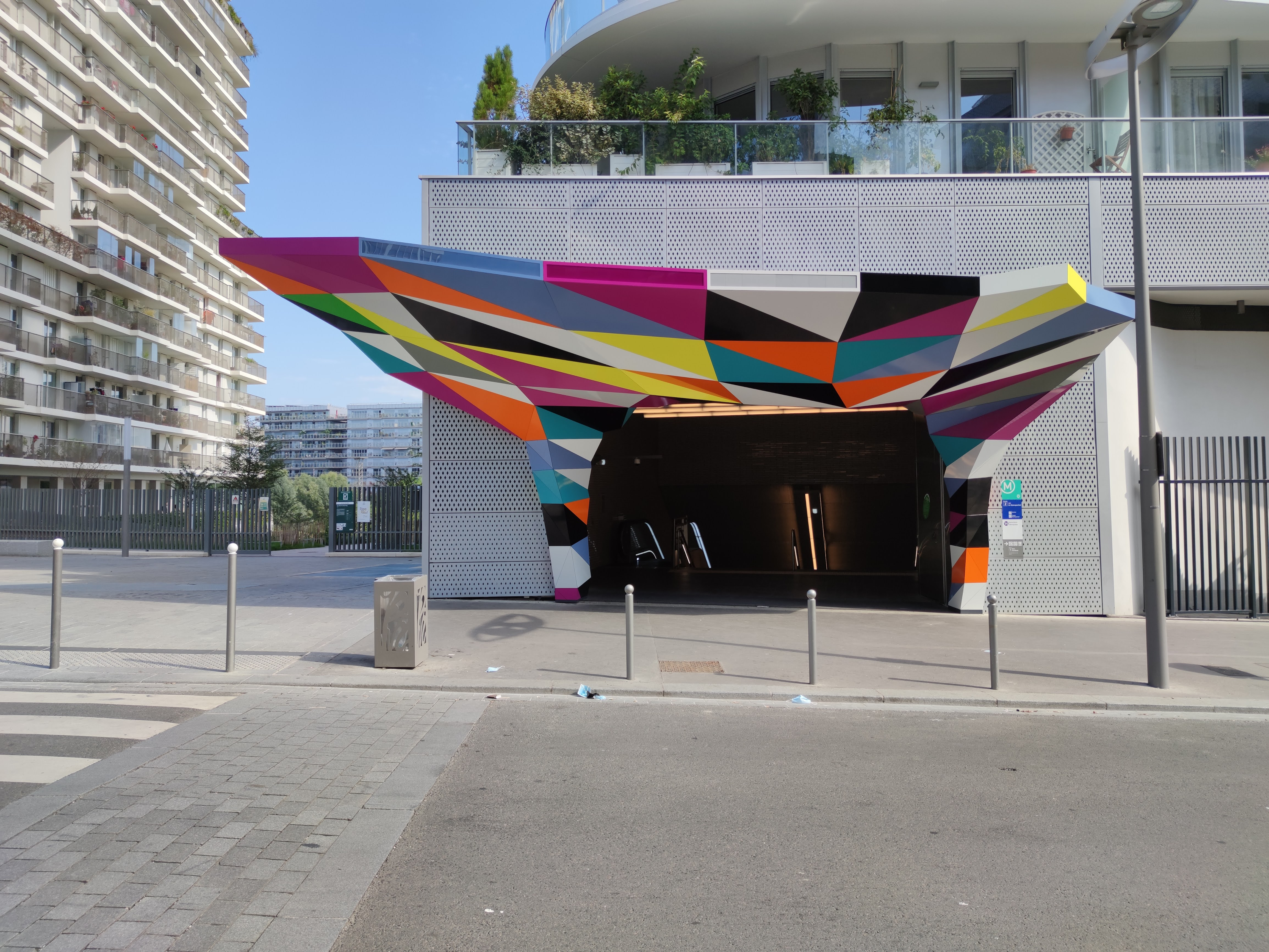
Entrée du métro.

Initialement, cette rue devait aussi donner son nom à la partie nord, entre le boulevard Berthier et la rue André-Suarès. Cette partie est désormais nommée « rue du Bastion ».
Ce site est desservi par la ligne 14 à la station de métro Pont-Cardinet.

## Origine du nom

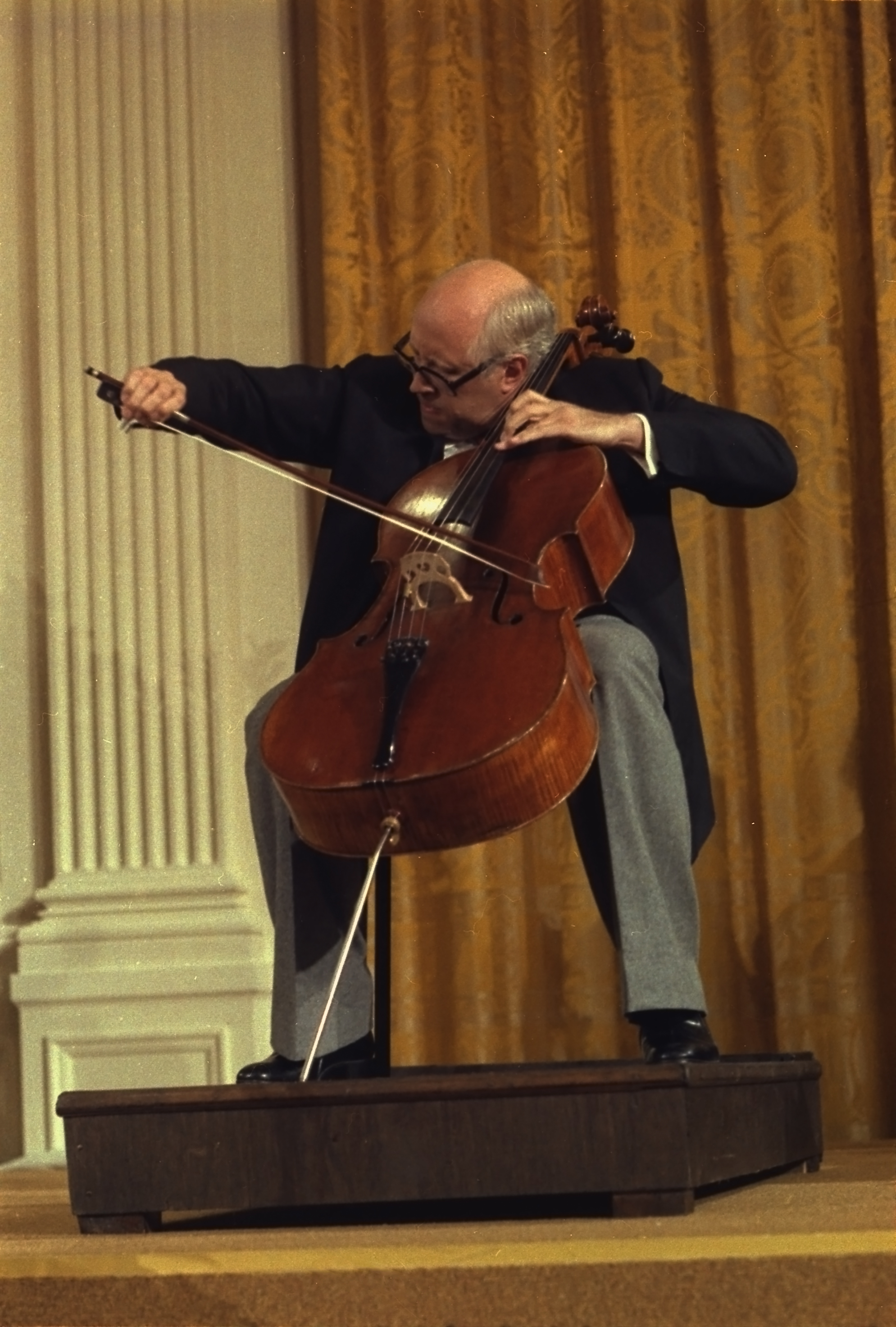
Mstislav Rostropovitch en 1978.

Elle porte le nom de Mstislav Rostropovitch (1927-2007), violoncelliste et chef d'orchestre d'origine russe.

## Historique
Cette rue, qui aboutit à l'emplacement du bastion no 44 de l'enceinte de Thiers, rassemble deux tronçons créés dans le cadre de la ZAC Clichy-Batignolles : le premier en 2013, au nord, sous l'appellation provisoire « BW/17 » entre la rue André-Suarès et le boulevard Berthier, et le second en 2014, au sud, sous l'appellation provisoire « CJ/17 » entre le boulevard Berthier et la rue Cardinet.
En juin 2013, la Mairie de Paris dénomme la partie nord « rue Mstislav-Rostropovitch ».
En février 2016, les deux tronçons sont reliés par la construction d'un pont de 40 mètres enjambant le boulevard Berthier. La rue est alors connectée à ce boulevard via l'allée Colette-Heilbronner.
En juin 2016, la Mairie de Paris dénomme la partie sud, parfois nommée « voie nord-sud », du même nom. La partie nord est alors rebaptisée « rue du Bastion ».
En avril 2018, la rue ouvre et les premiers habitants du quartier s'installent.

## Bâtiments remarquables

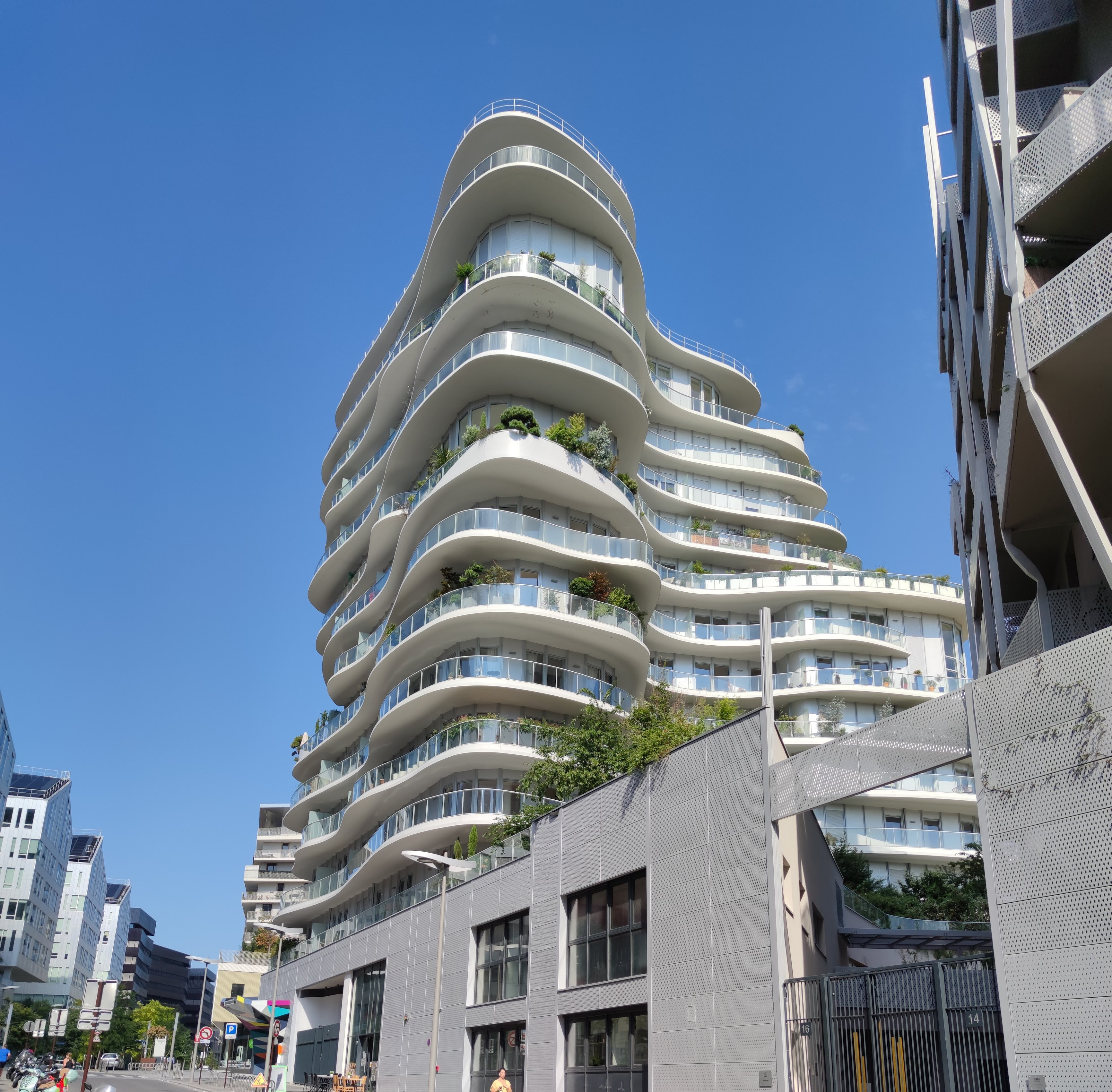
No 22.

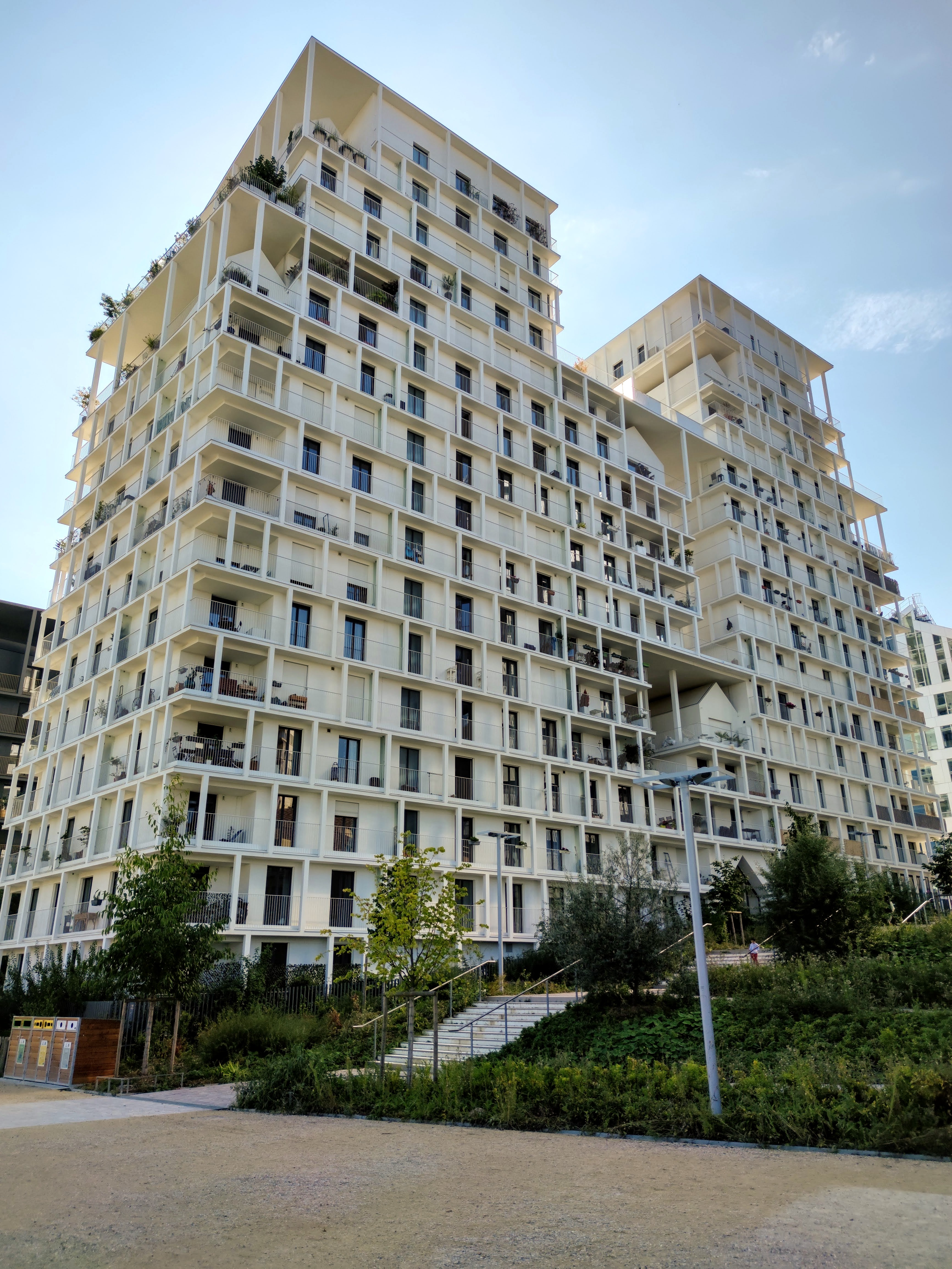
Nos 46-48-50.

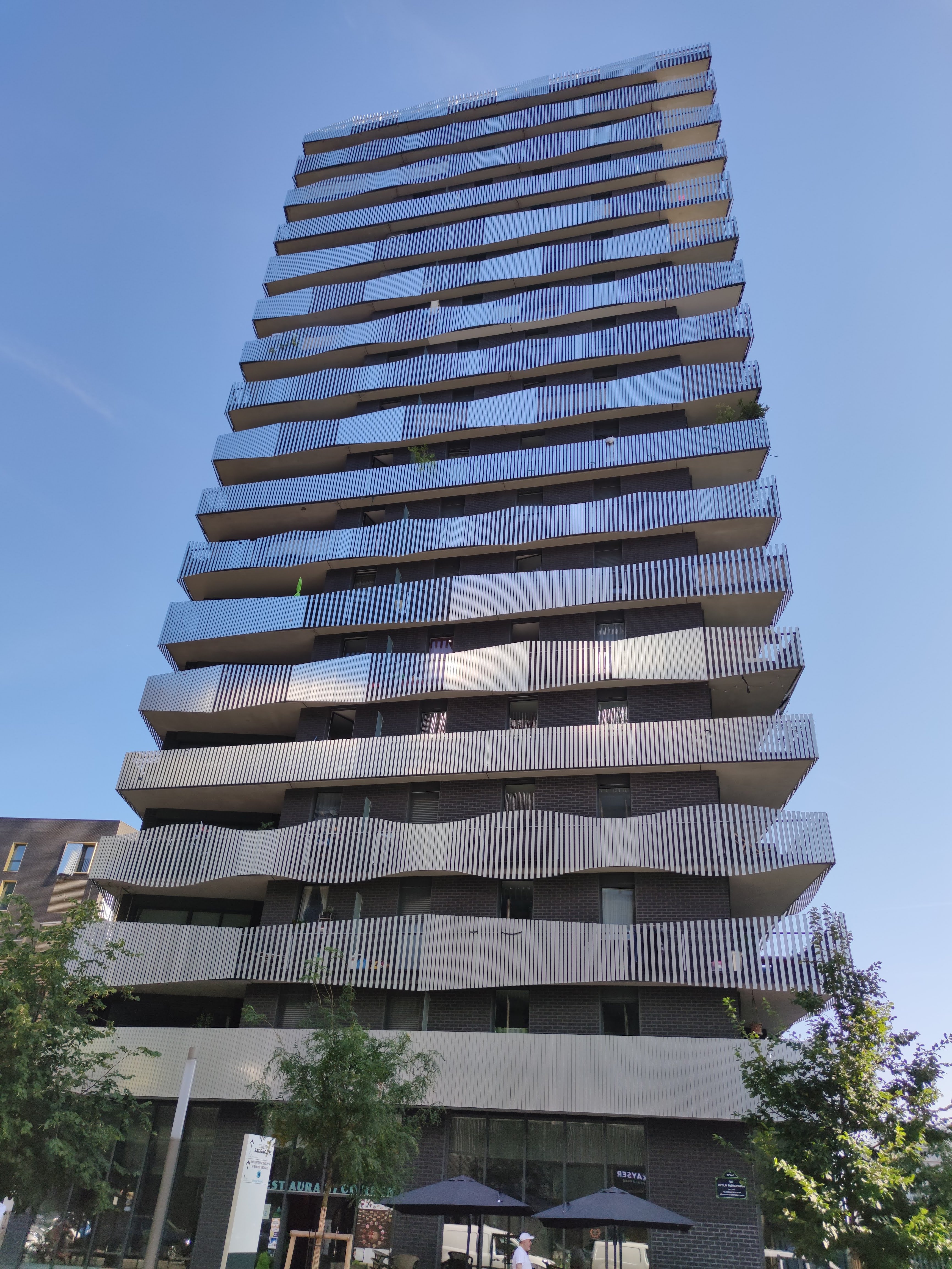
No 54.

- No 15 : le dimanche 4 juillet 2021, un important incendie ravage plusieurs étages de cet immeuble neuf, entraînant l’évacuation de 80 à 90 personnes[6].
- No 22 : immeuble de logements Unic conçu par l’architecte chinois Ma Yansong en collaboration avec l’architecte français Christian Biecher. Achevé en 2019, haut de 49 mètres, il compte 14 étages[7]. Il comprend 84 appartements, 48 logements sociaux, une crèche, des commerces... et une entrée de métro ! Les formes ondulantes du bâtiment sont directement inspirées des terrasses de culture asiatiques[8]. La bouche de métro est l'œuvre de l'artiste allemand Tobias Rehberger.
- No 34 : école primaire Rostropovitch, ayant ouvert ses portes en septembre 2018[9].
- Nos 46-48-48 bis-50 bis : résidence Emergence conçue par l'architecte français Vincent Parreira et l’agence portugaise Aires Mateus.
- No 61 : immeuble Java, composé de bureaux, de commerces et de lieux d’activités ; livré en 2018[10]. Les bâtiments Enjoy et Java sont occupés par Axa, groupe français spécialisé dans l'assurance, et conçus par les architectes Brenac et Gonzalez.
- Nos 66-68-70 : tour Allure, haute de 50 mètres, achevée en 2018[11]. Elle compte 121 logements et est l’œuvre de deux agences d’architecture, Fresh et Itar.
- No 84 : centre culturel Paris Anim’ Mado Robin.